# Barbara de Rivière d'Arschot
Barbara de Rivière d'Arschot (1666-1744) was abdis van de Abdij van Herkenrode in Hasselt van 1728 tot 1744.

## Biografie

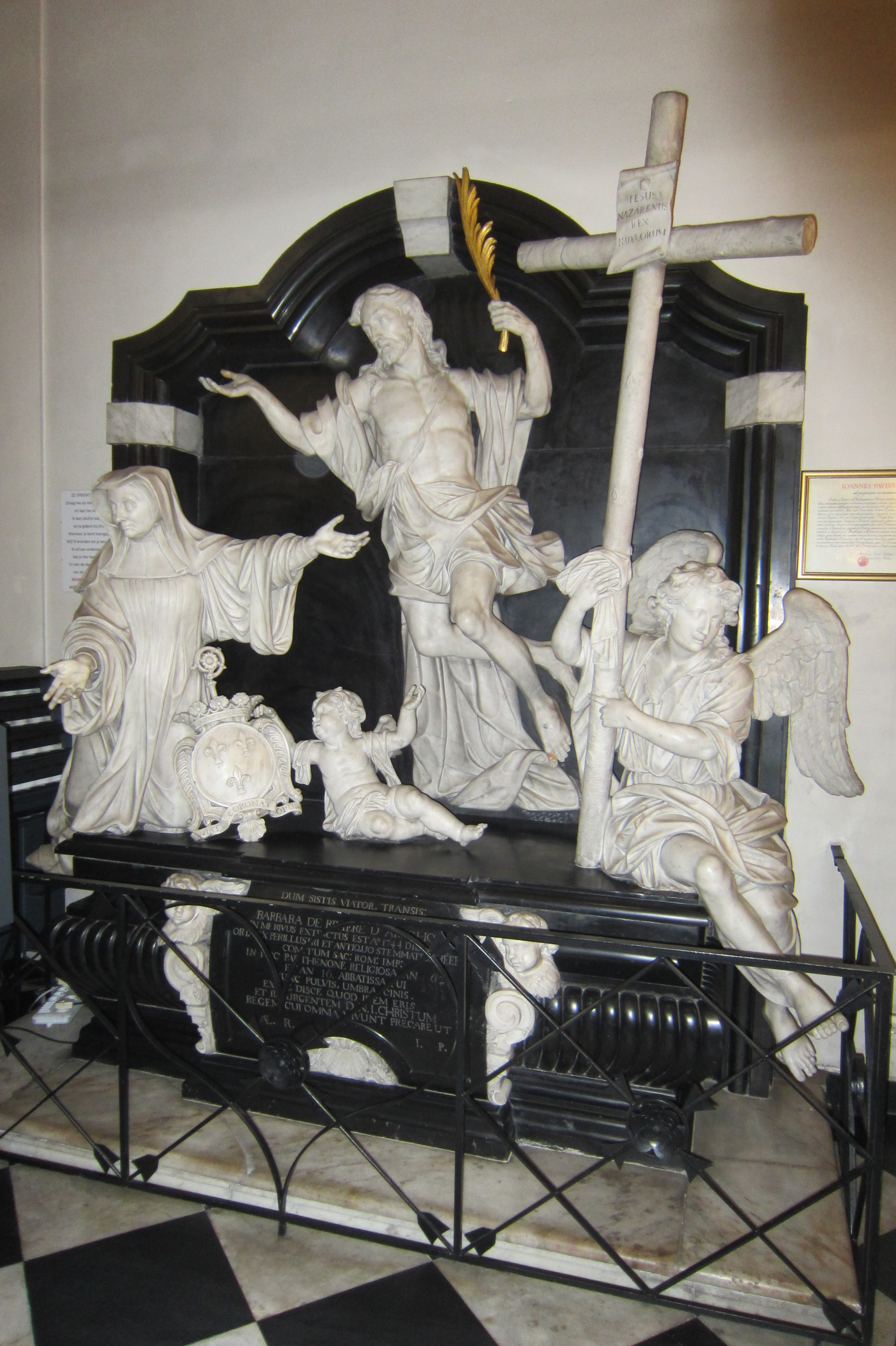
Praalgraf abdis de Rivière d'Arschot in de Virga Jessebasiliek te Hasselt

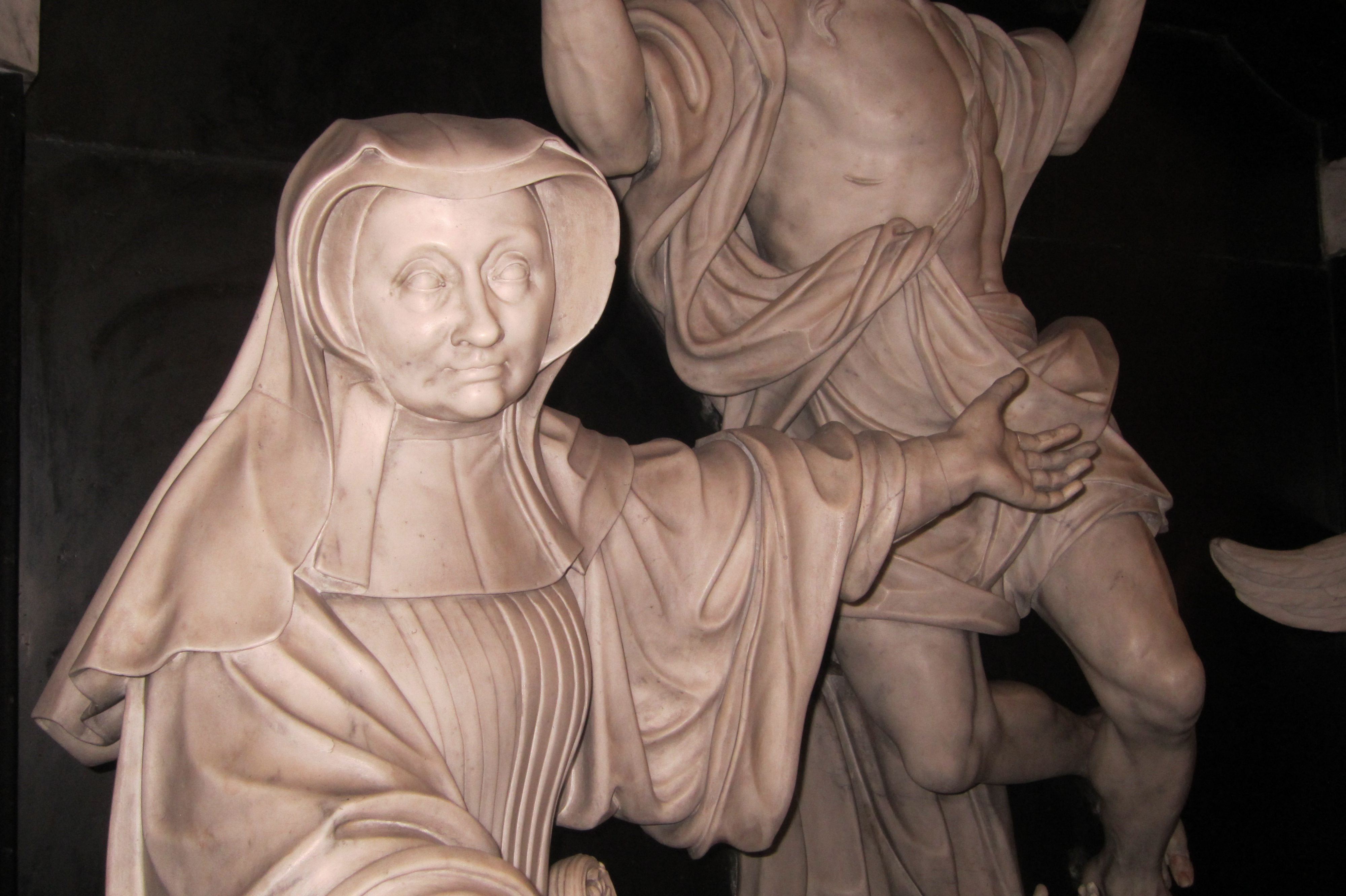
Detail praalgraf abdis

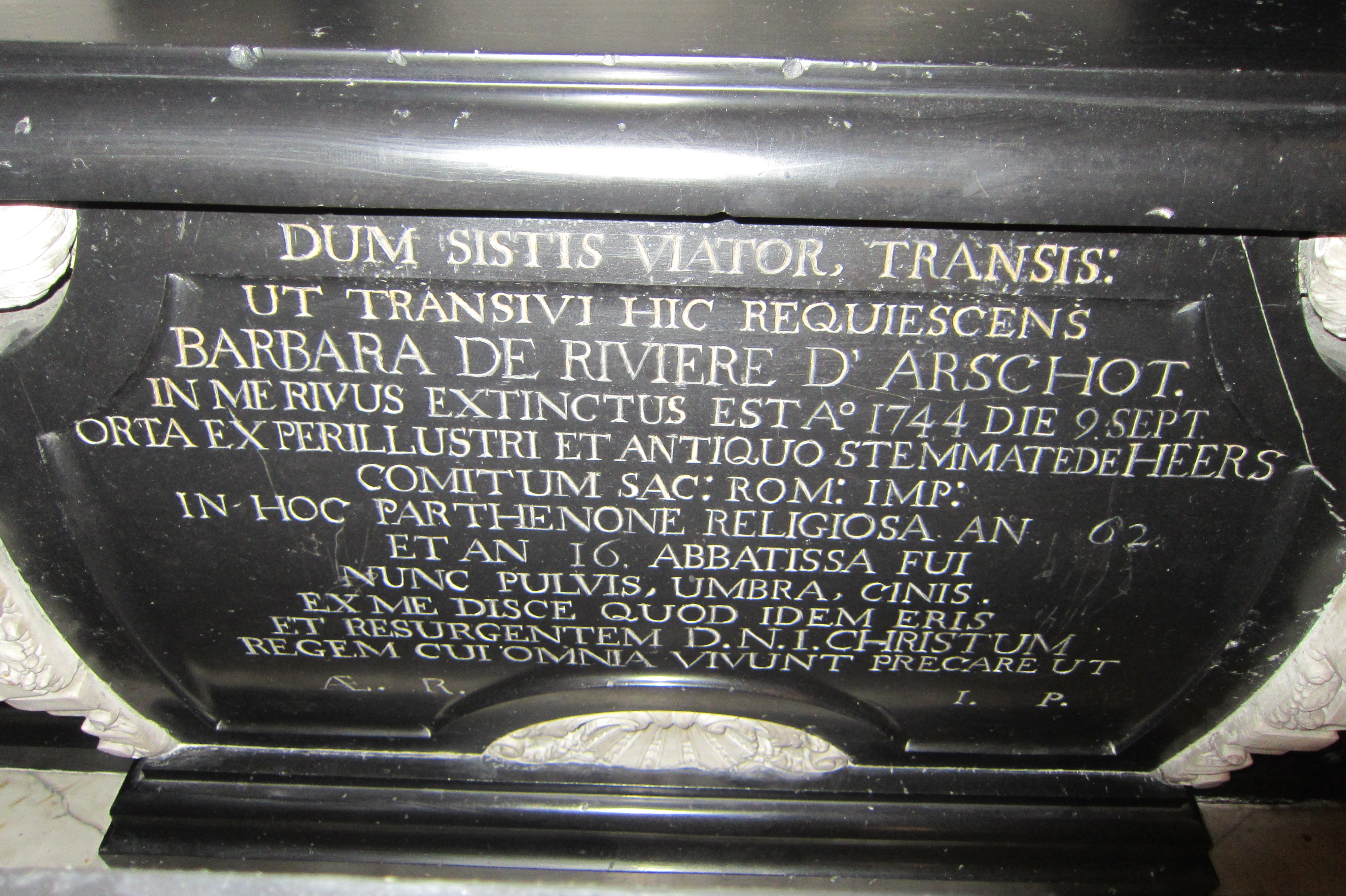
Cartouche op tombe praalgraf abdis

Barbara werd in 1666 geboren in een gezin van 14 kinderen, als dochter van Henri-Ogier de Rivière d'Arschot, en edelvrouw Dorothe-Henriette de Coutereaux-Puisieux. Haar vader, titelvoerend graaf van Heers, heer van Hopmaal, Jesseren en Wimmertingen, baron Henri-Ogier de Rivière d’Aerschot werd in 1623 door keizer Ferdinand II van het Heilige Roomse Rijk verheven tot graaf. De abdis stond bekend als een vrouw met een sterke wil. Zo weigerde zij het voorgeschreven habijt van de cisterciënzerinnen te dragen. Ze droeg meestal een zwart habijt in plaats van een wit habijt met een zwart scapulier en een zwarte sluier.

De abdis drukte zoals vele van haar voorgangers haar stempel op de abdij van Herkenrode. Zij bouwde op het domein een hofhuisje en breidde het abdissenkwartier uit. Daarbij verfraaide zij de westelijke vleugel van de binnenzijde van het ereplein met Corinthische zuilen en frontons. Deze abdis, stammende uit een adellijke familie, bracht de mondaine geest van de Verlichting binnen in het klooster. De abdis en de kloosterzusters paarden hun religieuze verplichtingen aan wereldse geneugten. Dit viel niet in de smaak van de generale abt van Cîteaux. Aan de voorgevel van het paviljoen van de abdijhoeve, meer bepaald in het driehoekig fronton boven de middentravee prijkt in het timpaan het wapenschild van abdis de Rivière d'Arschot.

## Praalgraf van de abdis
Deze abdis was de laatste in lijn van het adellijke geslacht van de Rivières. In de abdijkerk van Herkenrode liet zij in 1741 een praalgraf bouwen naar een ontwerp van de beeldhouwer  Willem Ignatius Kerrickx. Het stelt de verrijzenis van Christus voor en is in rococo-stijl uitgevoerd. In 1803 werd dit praalgraf verplaatst naar de Virga Jessebasiliek van Hasselt. De wapenspreuk van de abdis luidde : VIRTUS CORONAT OPUS of "Doorzettingsvermogen bekroont elke onderneming".

Op de cartouche van de tombe van het praalgraf verwees zij naar het met haar uitstervend geslacht van de Rivières met de volgende tekst: IN ME RIVUS EXTINCTUS EST A' 1744 DIE 9 SEPT  of "In mij heeft de rivier van het leven een eind genomen". De gehele (vertaalde) tekst luidt als volgt: "Zolang je stilstaat, reiziger, beleef je hetgeen ik, Barbara de Rivière d'Arschot, die hier rust, beleefd heb. In mij is de «rivier» opgedroogd, in het jaar 1744, de negende dag van september. Ik ben geboren uit de vermaarde en oude stam van Heers, graven van het Heilig Roomse Rijk. In dit klooster ben ik tweeënzestig jaar zuster en zestien jaar abdis geweest. Nu ben ik stof, schaduw en as. Leer van mij dat je eenmaal dezelfde weg zult gaan en bid de levende koning, Onze Heer Jezus Christus, voor wie alles leeft, dat ik eeuwig in vrede moge rusten."

## Wapen
- De blazoenering van het wapen van de abdis gaat als volgt:
  - In goud drie lelies met gevulde voet van sabel
- Wapenspreuk: VIRTUS CORONAT OPUS (doorzettingsvermogen bekroont elke onderneming)